# Chromocryptus golbachi
Chromocryptus golbachi là một loài tò vò trong họ Ichneumonidae.